# Жак Сегела
Жак Сегела (фр. Jacques Séguéla, нар. 23 лютого 1934, Париж, Франція) — французький рекламіст і  фармацевт, співзасновник рекламної агенції RSCG (створена 1970, 1966 року викуплена групою Havas).

## Біографія
Жак Сегела є вихідцем з родини медиків (його бабуся по материній лінії була першим хірургом Монпельє) краю Амелі-ле-Бен-Палальда (Східні Піренеї). Народився 1934 року в Парижі, де його батько Луї та мати Сімон вивчали медицину та рентгенологію. Жак провів дитинство в Перпіньяні. Його батько хотів, щоб син навчався хірургії, тому відправив його до свого діда до Монпельє. Там Жак навчався в єзуїтській школі. Його повернули додому після того, як він вдарив виделкою одного з наглядачів. Жак завершував свою освіту в ліцеї імені Франсуа Араго в Перпіньяні. Не зумівши розпочати навчання на програмі бакалаврату, він зробив це наступному року. Незважаючи на затримку, батько записав його на курс фармацевтики.
Ставши фармацевтом після п’яти років навчання, Жак вирішив отримати докторський ступінь, щоб батьки, які також мали докторський науковий ступінь у медицині, могли пишатися ним. Він отримав ступінь доктора 1959 року. З цієї нагоди Жак запропонував своєму керівнику провести разом зі своїм «бойовим другом» Жаном-Клодом Будо дослідження ринку рідкісних медичних рослин протягом навколосвітньої подорожі на Citroën 2CV.
Жак і Жан-Клод, однак, відійшли від своєї початкової цілі. Вони отримали спонсорську підтримку компаній Citroën та TECALEMIT, що дозволило їм взяти участь в ряді конференцій  під назвою «Пізнання світу» (Connaissance du monde). В Японії протягом кількох днів вони виступили в ролі живих манекенів на вітрині одного з магазинів. Після закінчення подорожі вони написали книгу про свій успіх. Вона вийшла під назвою «Земля кругла» (La terre en rond) у 1960 році, яка була продана в 150 000 екземплярах. 55-хвилинний документальний фільм (під тією ж назвою) вийшов того ж року і візуально зобразив подорож дуету Жан-Клод Будо — Жак Сегела.
Покинувши медицину, а також i свою тодішню наречену Даніель, Жак почав готувати репортажі для тижневика Paris Match. Роже Терон, який працював у виданні, ознайомив Жаку з поняттям «шок фотографій». Згодом Жак почав працювати у France-Soir. П'єр Лазарефф (якого Жак називав «мій духовний наставник») пояснив йому концепт «вага слів». Зрештою, Жак Сегела і сам став редактором France-Soir три роки по тому.
У 1962 року він вийшов на військову службу, під час якої  став головним редактором військової газети T.A.M. (Terre Air Mer), працюючи разом з Філіпом Лабро, Жюстом Жакеном та Франсісем Вебером.
Згодом Жак Сегела вирішив заснувати власну компанію і П’єр Лазарефф порадив йому закласти рекламний бізнес. У 1960 роках рекламна індустрія була ще на стадії свого зародження. В 33 роки Жак Сегела приєднався до рекламної агенції Delpire, яка згодом змінила назву на Axe Publicité. Там він і познайомився з фінансистом Бернаром Ру. Однак Бернар Ру та Жак Сегела були звільнені після того, як написали прохання про надбавку до заробітної плати.
Вдвох у 1970 році вони заснували рекламне агентство Roux-Séguéla (в майбутньому RSCG), разом з тим рекламуючи постать сенатора Гастона Пама під час відкриття Ле-Баркарес, яке супроводжувався концертом Джонні Голлідея. Два роки по тому до них приєдналися Ален Кайзак, а в 1976 і Жан-Мішель Гудар.
У 1977 року Жак Сегела зустрів свою майбутню дружину Софі Вансон, яка проходила стажування у його агенції. У них народилися п’ятеро дітей, серед яких близнюки.
У 1978 році коли RSCG укріпла, її головний конкурент Havas запустила проти неї кампанію наклепу, на що Жак Сегела відповів  «медійним ударом». Він опублікував книгу під назвою «Не кажіть моїй матері, що я працюю в рекламному бізнесі, адже вона вважає, що я піаніст у борделі».
RSCG злилося з Eurocom у 1991 році, сформувавши Euro RSCG. З 1996 року компанія почала носити назву Havas Advertising. Жак Сегела займає у ній посаду віце-президента (разом з Вінсентом Боллере, власником 20% капіталу компанії).
У 2006 році Жак Сегела взяв участь у ролі рекламіста у 1500 рекламних кампаніях і у 20 президентських. Будучи запрошеним 13 лютого 2009 року на випуск  Les 4 Vérités  на каналі France 2, він прокоментував так званий імідж bling-bling президента Ніколя Саркозі: «Як ми можемо звинувачувати Президента за те, що у нього є Rolex..? Зрештою, він є у кожного. Якщо у 50 років у Вас немає Rolex, вважайте, що Ви загубили своє життя.» Це твердження викликало полеміку щодо життєвих цінностей.  Жак Сегела вибачився, купив Rolex, a згодом виставив його на благодійному аукціоні, організованому  Лореном Бафі та телеканалом Paris Première. Годинник було викуплено бізнесменом Жаном-Клодом Дармоном за 8 000 євро.
У травні 2010 року Жак Сегела та Газу Бен Алі, донька президента  Бена Алі, заснували  компанію Havas Tunisie.

## Вагомі досягнення

### Політичні кампанії
Жака Сегела було найнято відповідати за кампанії комунікації відомих політичних осіб, як у Франції так і за кордоном (спіндоктор). У Франції, зокрема, стратегії комунікаційних кампаній Франсуа Міттерана та Ліонеля Жоспена були здебільшого розроблені та впроваджені саме Жаком. Впродовж муніципальних виборів 1977 року він випустив постер для кампанії під назвою «Соціалізм — ідея, яка слідує своєю дорогою» з Франсуа Міттераном,  який позував на ньому сам. Це спровокувало шквал критики в офісі Соціалістичної партії щодо культу особи Першого Секретаря партії. Під час президентської кампанії 1981 року Жак Сегела відзначився слоганом, проголошеним під час відомої промови Леона Блюма  6 червня 1936 року: «Тиха сила». За основу були взяті твердження, сформовані Жаном Жорес. У 1988 вийшла «Покоління Міттеран», на яку надихнула кампанія «Покоління Pepsi» 1984 року, або ж «А спершу працевлаштування».
На міжнародній арені Жак Сегела працював для Президента Камеруну Поля Бія, а в 1992 році допомагав Президенту Омару Бонго (Габон) та Еядемі Гнассімгбе (Того) у 1997 році. У Польщі він працював для Президента Республіки Александра Квасневського під час президентської кампанії 1995 року, яку останній виграв у Леха Валенси. Він також брав участь в кампаніях Прем’єр-міністра Ізраїлю Егуда Барака у 1999 році, Рікардо Лаґоса (Чилі) та Президента Сенегалу Абду Діуфа у 2000, як і депутата Чилі Марко Енрікеса-Омінамі на початку 2010 року.

### Комерційні компанії
Для Citroën Жак Сегела провів революційну на той час кампанію для Citroën AX. Він також працював над рекламним позиціонуванням фірм Carte Noire, розробляв кампаній для Louis Vuitton, Decathlon та Evian. Жак Сегела працював для чисельних підприємств по цілому світу. Він і по сьогодні залишається зразковим професіоналом у своїй справі, продовжуючи активну роботу.

### Політичні переконання
Жак Сегела казав, що є прихильником Міттерана, але ніколи не належав до Соціалістичної партії. Бувало, що його критикували, називаючи «рекламістом без переконань», на що він відповідав: «За виключенням крайніх, для яких я завжди відмовлявся працювати, я не переймаюся ідеями тих, кому надаю свої послуги.» Саме керуючись цим твердженням, у 1978 році на прес-конференції він оприлюднив список своїх клієнтів, які належали до зовсім різних політичних сил: серед них були соціалісти, прихильники політики Шарля де Голя та прибічники Валері Жискара.
Напередодні президентських виборів у Франції 2007 року він разом з  Тьєрі Соссе опублікував «Взяття Єлисейського палацу», книгу про президентські рекламні кампанії часів П’ятої Республіки. Підтримуючи Сеголен Руаяль, кандидата від соціалістів, Жак Сегела розкритикував зраду Еріка Бессона, колишнього Національного секретаря з питань економіки Соціалістичної партії за те, що він приєднався до команди Ніколя Саркозі. Так чи інакше, 1 травня 2007 року між першим і другим туром виборів Жак Сегела офіційно оголосив, що і сам буде голосувати за Ніколя Саркозі у другому турі,  проголосувавши в першому за Сеголен Руаяль.
В «Неавторизованій автобіографії», опублікованій у 2009 році, Жак Сегела розповів про зустріч з Президентом Ніколя Саркозі його майбутньою дружиною Карлою Бруні на вечері у їхньому домі у листопаді 2007 року, під час якої він мав змогу ближче поспілкуватися з Ніколя Саркозі. У своїй роботі він пояснює причини чому віддав свій голос за нього у другому турі президентських виборів 2007 року: «Глибокі помилки, які цілковито поглинули Сеголен Руаяль, її перепади настрою нагадували стрибки з перешкодами, вони призвели до «втрати іміджу» і зумовили зміну моїх переконань».
У 2019 році Жаку Сегела присудили виплатити 4 000 євро моральних збитків та покрити 2 000 євро судових витрат за віднесення Жана-Марі Ле Пена до нацистів.

## Нагороди та відзнаки
- Офіцер Ордену Почесного легіону (2008)

## Публікації
- 1960 : La Terre en rond (у співавторстві з Жаном-Клодом Бодо), Flammarion
- 1979 : Тільки не кажіть моїй мамі, що я працюю в рекламі... Вона досі думає, що я піаніст у борделі, Фламмаріон
- 1982 : Hollywood lave plus blanc, Flammarion
- 1984 : Fils de pub, Flammarion (ISBN 978-2-0806-4698-9)
- 1990 : C'est gai, la pub ! Hoebeke (ISBN 978-2-9052-9230-8)
- 1993 : L'argent n'a pas d'idées, seules les idées font de l'argent, Hoebecke (ISBN 978-2-0201-9942-1)
- 1994 : Pub Story (ISBN 2-9052-9274-1)
- 1995 : La parole de Dieu, видавництво Albin Michel (ISBN 978-2-2260-7599-4)
- 1996 : Le futur a de l'avenir éd Ramsay (ISBN 2-84114-232-9)
- 1997 : La publicité, видавництво milan (ISBN 2-84113-266-8)
- 2000 : 80 ans de publicité Citroën et toujours 20 ans, Éditions Hoëbeke
- 2000 : Le vertige des urnes, Flammarion (ISBN 2-0806-7956-2)
- 2005 : Tous Ego (Havas, moi et les autres), видавництво Gawsewitch
- 2006 : Sœur Courage - La rencontre inattendue d'un fils de pub et d'une fille de Dieu у співавторстві з Сестрою Маргаритою, Presses de la Renaissance
- 2007 : La Prise de l'Élysée : Les campagnes présidentielles de la Ve République, avec Thierry Saussez, Plon (ISBN 978-2-2592-0563-4)
- 2009 : Autobiographie non autorisée, Plon (ISBN 978-2-2592-0908-3)
- 2009 : Génération QE (у співаторстві з Крістофом Гааг), Pearson (ISBN 978-2-7440-6359-6)
- 2010 : L'Art de vieillir. Abc philosophique, у співавторстві з Поль Лежон, видавництво du Dauphin.
- 2011 : Le Pouvoir dans la peau, Plon (ISBN 978-2-2592-1598-5)
- 2013 : Merde à la déprime, видавництво Gawsewitch (ISBN 978-2-35013-424-6)
- 2015 : Coups de pub, видавництво Pygmalion
- 2018 : Le diable s'habille en GAFA, видавництво Coup de gueule